# Єронов Олександр Дмитрович
Олександр Дмитрович Єронов (народився 5 травня 1989 у м. Новополоцьку, СРСР) — білоруський хокеїст, захисник. Виступає за ХК «Гомель» у Білоруській Екстралізі. 
Виступав за «Хімік-СКА» (Новополоцьк), «Шинник» (Бобруйськ), «Керамін» (Мінськ), «Шахтар» (Солігорськ).
У складі молодіжної збірної Білорусі учасник чемпіонату світу 2009 (дивізіон I). У складі юніорської збірної Білорусі учасник чемпіонатів світу 2006 і 2007 (дивізіон I). 